# Antocha decurvata
Antocha decurvata là một loài ruồi trong họ Limoniidae. Chúng phân bố ở miền Tân bắc.